# Мирко Штулић
Мирко Штулић (Горња Плоча, код Грачаца, 5. фебруар 1914 — Оштра, код Госпића, 14. јул 1942), учесник Народноослободилачке борбе и народни херој Југославије.

## Биографија
Рођен је 5. фебруара 1914. године у селу Горња Плоча, код Грачаца. Потиче из сиромашне српске земљорадничке породице. После завршетка основне школе, његови родитељи нису имали средстава ни да га даље школују, ни да га пошаљу на занат, па је он пошао у свет у потрази за послом. Радио је најтеже физичке послове широм земље, а извесно време је радио и у кудељари и циглани у Вуковару. Непосредно пред почетак рата, запослио се у жандармерији.
После Априлског рата и окупације Краљевине Југославије, одбио је да настави да ради у жандармерији и тиме служи окупатору, већ се вратио у родно село. По доласку у Лику, Мирко се повезао са члановима Комунистичке партије Југославије и активно је учествовао у припремама оружаног устанка у Лици.
Када је у његовом селу, почетком августа 1941. године, формирана Плочанска партизанска чета, борци су за њеног командира изабрали Мирка. У првој оружаној акцији у устанку, 5. августа 1941. године, приликом напада на усташку посаду у селу, он је успешно командовао четом и тиме стекао још већи углед и популарност међу борцима. У наредним борбама чете, спречавајући нападе усташа и Италијана из Ловинца и са жељезничке станице Радуч на ослобођену територију, Мирко је се налазио у првим борбеним редовима. Поред војног учешћа у устанку, радио је и на политичкој промоцији Народноослободилачког покрета (НОП). Ишао је по селима и на зборовима објашњавао народу потребу борбе против Италијанског окупатора, који су четници представљали као „заштитнике“ српског народа од усташког терора. Таквим политичким радом брзо је стекао углед и популарност не само међу борцима, већи и међу народном. За свој политички рад и оданост Народноослободилачком покрету, током лета 1941. године примљен је за члана Комунистичке партије Југославије (КПЈ). Касније је изабран и за члана Котарског комитета КП Хрватске за Госпић.
Кад је, ујесен 1941. године, био формиран Први лички партизански одред „Велебит“, Мирко је постављен за командира Прве чете Првог батаљона. Са новом јединицом, учествовао је у нападу на Италијане, у свом родном селу, почетком јануара 1942. године, и у спречавању њиховог продора преко Плочанског кланца ка Удбини, крајем марта исте године, када су Италијанске снаге имале губитке од око 50 мртвих и више десетина рањених. Априла 1942. године, Мирко је са четом у заузео село Враник, у коме се налазила јака усташко-домобранска посада. У нападу четири партизанска батаљона на усташко-домобранску посаду у Подлапачи, почетком јула, Мирко је вешто маневрисао четом, а нарочито када су у јуришу и бомбама, заузето најјаче утврђење изнад Подлапаче, и тиме дат одлучујући допринос општем успеху ове акције.
Иако је у међувремену постао заменик команданта Првог батаљона Првог личког партизанског одреда, Мирко је у нападу његовог батаљона, 14. јула 1942. године, на Оштру и околна усташка упоришта у непосредној близини Госпића, руководио нападом једне чете на стрелиште. Партизани су мислили да се у селу налази мања усташка посада, али је њој у току ноћи стигло појачање од 200 усташа. У једној од ових борби, повео је свој вод на јуриш. У стрељачком строју, пао је погођен митраљеском ватром, заједно са још седам својих бораца.
Да би сачували успомену на свог саборца и старешину, борци су Првом батаљону Првог личког партизанског одреда дали име „Мирко Штулић“, који је касније био укључен у састав Треће личке ударне бригаде.
Одлуком председника Федеративне Народне Републике Југославије Јосипа Броза Тита, 27. новембра 1953. године, проглашен је за народног хероја.